# National Football League
National Football League (NFL) este cea mai importantă competiție a fotbalului american profesionist. A fost fondată în anul 1920 de către unsprezece echipe membre ale American Professional Football Association. Liga și-a schimbat numele în National Football League în 1923. În sezonul 2025 participă treizeci și două de echipe din Statele Unite. Liga este divizată în două conferințe egale - American Football Conference (AFC) și National Football Conference (NFC), fiecare conferință are la rândul ei patru divizii alcătuite fiecare din patru echipe. NFL este o asociație voluntară a treizeci și două de echipe.  Liga este de departe competiția sportivă domestică cu cel mai mare număr mediu de spectatori pe meci din întreaga lume, la fiecare confruntare asistând în medie 67.509 de fani pe parcursul sezonului 2009.
Sezonul regulat se desfășoară pe parcursul a optsprezece săptămâni timp în care echipele joacă șaptesprezece meciuri și beneficiază și de o săptămână de pauză. Sezonul începe în joia din prima săptămână întreagă din septembrie și se termină în prima săptămână din ianuarie. La sfârșitul fiecărui sezon regulat șapte echipe din fiecare conferință participă la playofful NFL. Playofful este un turneu eliminatoriu la care participă paisprezece echipe, în acest turneu meciurile se joacă într-o singură rundă, acesta culminând cu Super Bowl. Marea finală are loc într-un oraș stabilit anterior, care de obicei este gazda unei francize NFL. Cu o săptămână înainte de Super Bowl are loc meciul vedetelor - Pro Bowl, la care participă jucători votați de către fani, antrenori și jucători, aceștia formând două echipe care reprezintă cele două conferințe: una din AFC și cealaltă din NFC.

## Istoric

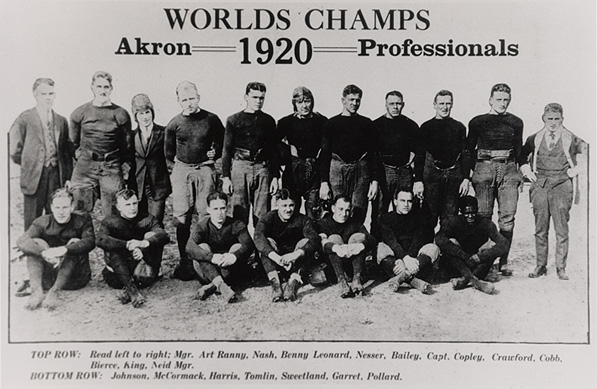
Akron Pros din 1920 au fost numiți primii campioni APFA (NFL).

Istoria National Football League a început în 1920, când reprezentanți ai mai multor ligi profesioniste de fotbal american și a unor echipe neafiliate s-au întâlnit într-o reprezentanță Hupmobile din Canton, Ohio. Liga pe care au format-o s-a numit American Professional Football Conference, reprezentanții au realizat un acord informal privind structura programului și obligația de a stabili un campion la finalul sezonului. Participanți se schimbau foarte des în primele sezoane ale noii ligi. Din 1922 campionatul a căpătat numele actuala de National Football League. Din echipele ce au participat la primul sezon din 1920 doar două mai activează : Decatur Staleys (acum: Chicago Bears) și Chicago Cardinals (acum: Arizona Cardinals).
În anii '20 și '30 ai secolului XX liga s-a stabilizat și a căpătat progresiv o structură asemănătoare cu cea actuală. Primul meci de campionat, o adevărată finală a competiției s-a desfășurat în 1933. Participarea negrilor a fost interzisă între 1927 și 1945, de abia în primul sezon de după al Doilea Război Mondial s-a permis revenirea acestora în loturile echipelor NFL. Tot după cel de al Doilea Război Mondial funcția de Președinte al ligii a evoluat în cea actuală de Comisar NFL, aceasta a fost inspirată de funcția deja existentă în Major League Baseball. Echipele au devenit mai viabile din punct de vedere financiar, ultima echipă a dat faliment în 1952. În sezonul 1958 meciul pentru campionat a devenit cunoscut sub supranumele de „The Greatest Game Ever Played" (română: Cel mai Bun Meci Jucat Vreodată), NFL începea să se transforme în una dintre cele mai populare ligi din Statele Unite.
American Football League era o ligă rivală ce a fost înființată în 1959. Succesul de care s-a bucurat această ligă a dus la o fuziune între aceasta și vechea NFL. După această fuziune liga s-a mărit considerabil și a apărut Super Bowl, ce a devenit treptat cel mai urmărit eveniment televizat din SUA. Pe parcursul anilor '70, '80 și '90 liga s-a extins până a ajuns la numărul actual de treizeci și două de echipe. Datorită negocierii unor contracte colective de muncă cu sindicatul jucătorilor în anii ai '90 secolului trecut NFL a reușit să se mențină profitabilă și să devină singura mare competiție ce nu a fost afectată de o grevă generală a fotbaliștilor.

## Sezonul
Începând cu 2021 structura sezonului pentru NFL este următoarea:
- 3 meciuri în presezon, care se desfășoară între începutul lunii august și începutul lunii septembrie;
- 17 meciuri pe parcursul a 18 săptămâni în timpul sezonului regulat;
- playofful la care participă 14 echipe, acesta începe în ianuarie și se termină în februarie cu Super Bowl-ul.

### Presezon
După scurte sesiuni de antrenament din primăvară și cantonamentele recunoscute oficial din iulie-august, cluburile din NFL joacă trei meciuri demonstrative între începutul lunii august și începutul lunii septembrie. În anii pari, fiecare echipă din NFC găzduiește două dintre aceste meciuri, iar în anii impari, echipele din AFC au două meciuri acasă. Presezonul începe cu  Pro Football Hall of Fame Game, așa că cele două echipe ce joacă în acest meci au un presezon alcătuit din patru meciuri.
Aceste jocuri sunt folosite de către echipe pentru a acomoda noii jucători cu atmosfera din NFL și cu coechipierii. Antrenorii folosesc aceste jocuri pentru a evalua noile achiziții, jucătorii vedetă de obicei vor juca un singur sfert pentru a reduce riscul de accidentare. Câteva procese au fost intentate de fani de-a lungul vremii împotriva cluburilor ce introduc meciurile din presezon în abonamentele pe sezon la același preț cu cel al meciurilor din sezonul regulat, dar până la această dată niciunul dintre aceștia nu a câștigat.

### Sezonul regulat
| POS | AFC East   | AFC North | AFC South  | AFC West  |
| --- | ---------- | --------- | ---------- | --------- |
| 1st | Bills      | Bengals   | Titans     | Chiefs    |
| 2nd | Patriots   | Steelers  | Colts      | Raiders   |
| 3rd | Dolphins   | Browns    | Texans     | Chargers  |
| 4th | Jets       | Ravens    | Jaguars    | Broncos   |
| POS | NFC East   | NFC North | NFC South  | NFC West  |
| 1st | Cowboys    | Packers   | Buccaneers | Rams      |
| 2nd | Eagles     | Vikings   | Saints     | Cardinals |
| 3rd | Commanders | Bears     | Falcons    | 49ers     |
| 4th | Giants     | Lions     | Panthers   | Seahawks  |

După presezon fiecare dintre cele treizeci și două de echipe participă la un sezon regulat alcătuit din șaptesprezece meciuri desfășurate pe parcursul a optsprezece săptămâni, fiecare club beneficiind de o săptămână de pauză. Sezonul începe în joia din prima săptămână întreagă din septembrie cu un meci numit „Kickoff Game”, transmis în primetime în care joacă echipa campioană din sezonul precedent. După structura actuală a campionatului, National Football League ar putea începe cel mai devreme pe 4 septembrie (cazul sezonului 2008) și cel mai târziu pe 10 septembrie (cazul sezonului 2009).
Progamul fiecărei echipe se alcătuiește în felul următor:
- fiecare club dispută meciuri în sistem tur-retur cu celelalte trei din divizia sa (șase meciuri);
- fiecare echipă dispută câte un meci cu fiecare dintre cele patru echipe dintr-o altă divizie (printr-un sistem de rotație de trei ani divizia se schimbă în fiecare an) din cadrul conferinței sale: două pe teren propriu, și două în deplasare (patru meciuri);
- fiecare echipă dispută câte un meci cu fiecare dintre cele patru echipe dintr-o divizie (printr-un sistem de rotație de patru ani divizia se schimbă în fiecare an) din cadrul celeilalte conferințe: două pe teren propriu, și două în deplasare (patru meciuri);
- fiecare echipă dispută câte un meci cu fiecare echipă din conferință proprie ce a terminat pe același loc în diviziile lor în sezonul trecut: unul pe teren propriu, și unul în deplasare (două meciuri).
- fiecare echipă dispută un meci contra unei formații din cealaltă conferință, în urma unui sistem de rotație și conform pozițiilor ocupate în clasament.

### Playoff
Echipele ce participă la Super Bowl sunt alese în urma unui turneu de paisprezece cluburi. La acest turneu eliminatoriu, în singură manșă, participă  șaptee echipe din fiecare conferință, American Football Conference (AFC) și National Football Conference (NFC), la finalul celor șaptesprezece jocuri din sezonul regulat. Prima clasată în fiecare conferință după sezonul regulat merge direct în Divisional Round (turul 2). Celelalte șase intră în prima rundă (Wild Card Round), câștigătoarele de divizii fiind gazde, iar echipele deținătoare de wild-card (locuri 2, 3 sau 4 în alte divizii) fiind oaspete. După Divisional Round urmează Conference Championships, faza în care sunt stabilite câștigătoarele de conferințe și implicit echipele calificate în Super Bowl.

## Echipele actuale
La NFL participă treizeci și două de cluburi. Fiecare club poate avea un lot de maxim cinzeci și trei de jucători, dar pe foaia oficială de joc pentru un meci oficial se pot trece doar patruzeci și cinci. Spre deosebire de Major League Baseball, Major League Soccer, National Basketball Association și National Hockey League, liga nu are nicio echipă din Canada deși Buffalo Bills joacă un meci pe an în Toronto. Majoritatea cluburilor se află în partea de est a Statelor Unite ale Americii.
Majoritatea zonelor metropolitane din SUA au o franciză NFL prezentă. În 2005, din cauza Uraganului Katrina New Orleans Saints au jucat câteva meciuri în San Antonio și în Baton Rouge. De asemenea se vorbește despre expansiunea NFL în Toronto, cel mai populat oraș canadian. Echipa cea mai susceptibilă de a face această mutare este Buffalo Bills care jocă la 140 kilometri (87 mi) sud și care uneori își dispută meciurile considerate acasă în Toronto pe Rogers Centre.
Dallas Cowboys este franciza cu cea mai mare valoare din fotbalul american, aceasta fiind evaluată la 5 miliarde de dolari în 2018,
Începând cu sezonul 2002, echipele sunt împărțite în felul următor:
Note
Un asterix (*) denotă o mutare a francizei.
1. Din cauza unei controverse  din 1996, liga a suspendat oficial echipa Cleveland Browns, iar jucătorii și personalul s-au mutat în Baltimore pentru a constitui o nouă franciză: Baltimore Ravens.

## Campioane NFL
| Club                                      | Titluri | Finale pierdute | Anii triumfului                                                              |
| ----------------------------------------- | ------- | --------------- | ---------------------------------------------------------------------------- |
| Green Bay Packers                         | 13      | 5               | 1929, 1930, 1931, 1936, 1939, 1944, 1961, 1962, 1965, 1966, 1967, 1996, 2010 |
| Chicago Bears                             | 9       | 10              | 1921, 1932, 1933, 1940, 1941, 1943, 1946, 1963, 1985                         |
| New York Giants                           | 8       | 14              | 1927, 1934, 1938, 1956, 1986, 1990, 2007, 2011                               |
| New England Patriots                      | 6       | 5               | 2001, 2003, 2004, 2014, 2016, 2018                                           |
| Pittsburgh Steelers                       | 6       | 2               | 1974, 1975, 1978, 1979, 2005, 2008                                           |
| Washington Commanders                     | 5       | 6               | 1937, 1942, 1982, 1987, 1991                                                 |
| Dallas Cowboys                            | 5       | 5               | 1971, 1977, 1992, 1993, 1995                                                 |
| Philadelphia Eagles                       | 5       | 4               | 1948, 1949, 1960, 2017, 2024                                                 |
| San Francisco 49ers                       | 5       | 3               | 1981, 1984, 1988, 1989, 1994                                                 |
| Baltimore / Indianapolis Colts            | 5       | 2               | 1958, 1959, 1968, 1970, 2006                                                 |
| Cleveland Browns                          | 4       | 7               | 1950, 1954, 1955, 1964                                                       |
| Los Angeles Rams                          | 4       | 6               | 1945, 1951, 1999, 2021                                                       |
| Kansas City Chiefs                        | 4       | 3               | 1969, 2019, 2022, 2023                                                       |
| Detroit Lions                             | 4       | 2               | 1935, 1952, 1953, 1957                                                       |
| Denver Broncos                            | 3       | 5               | 1997, 1998, 2015                                                             |
| Oakland / Los Angeles / Las Vegas Raiders | 3       | 2               | 1976, 1980, 1983                                                             |
| Miami Dolphins                            | 2       | 3               | 1972, 1973                                                                   |
| Chicago / Arizona Cardinals               | 2       | 2               | 1925, 1947                                                                   |
| Canton Bulldogs                           | 2       | 0               | 1922, 1923                                                                   |
| Baltimore Ravens                          | 2       | 0               | 2000, 2012                                                                   |
| Tampa Bay Buccaneers                      | 2       | 0               | 2002, 2020                                                                   |
| Minnesota Vikings                         | 1       | 4               | 1969                                                                         |
| Seattle Seahawks                          | 1       | 2               | 2013                                                                         |
| Frankford Yellow Jackets                  | 1       | 1               | 1926                                                                         |
| Akron Pros                                | 1       | 0               | 1920                                                                         |
| Cleveland Bulldogs                        | 1       | 0               | 1924                                                                         |
| Providence Steam Roller                   | 1       | 0               | 1928                                                                         |
| New York Jets                             | 1       | 0               | 1968                                                                         |
| New Orleans Saints                        | 1       | 0               | 2009                                                                         |
| Buffalo Bills                             | 0       | 4               | N/A                                                                          |
| Cincinnati Bengals                        | 0       | 3               | N/A                                                                          |
| Carolina Panthers                         | 0       | 2               | N/A                                                                          |
| Atlanta Falcons                           | 0       | 2               | N/A                                                                          |
| Buffalo All-Americans                     | 0       | 1               | N/A                                                                          |
| Pottsville Maroons                        | 0       | 1               | N/A                                                                          |
| San Diego / Los Angeles Chargers          | 0       | 1               | N/A                                                                          |
| Houston Oilers / Tennessee Titans         | 0       | 1               | N/A                                                                          |